# Will Tilston
Will Tilston (* 12. Januar 2007) ist ein britischer Schauspieler. 

## Leben und Karriere
Nachdem Tilston in der Schule Interesse am Schauspiel gefunden hatte, begann er, Samstag morgens Kurse an der D&B Academy of Performing Arts in verschiedenen Bereichen wie Ballett und Musiktheater zu besuchen, wo Lehrer ihn ermunterten, mittels eines Agenten die Schauspielerei professionell aufzunehmen. Im Alter von neun Jahren gewann er mit seinem allerersten Vorsprechen die Rolle als Christopher Robin Milne für den Film Goodbye Christopher Robin, in dem er neben Domhnall Gleeson als Milnes Vater spielte. Seit 2020 verkörpert Tilston in der Netflix-Fernsehserie Bridgerton Gregory, den jüngsten Sohn der titelgebenden Geschwister.

## Filmografie
- 2017: Goodbye Christopher Robin (Film)
- seit 2020: Bridgerton (Fernsehserie)